# 阿富汗人民民主黨
阿富汗人民民主黨（羅馬化：Hezb-e dimūkrātĩk-e khalq-e Afghānistān，羅馬化：Da Afghanistān da khalq dimukrātīk gund）是阿富汗历史上的一个政黨。

## 历史
1965年，该党成立，以马克思列宁主义为指导，亲近苏联共产党，努尔·穆罕默德·塔拉基任总书记，巴布拉克·卡尔迈勒任书记。成立之初，该党曾以“人民民主倾向”的名义活动。1967年，卡尔迈勒另行组党，也以“阿富汗人民民主党”为名。塔拉基和卡尔迈勒领导的党分别被称为人民派和旗帜派，得名于他们各自的机关刊物（《人民》周刊和《旗帜报》）。
1973年，旗帜派協助穆罕默德·达乌德汗推翻穆罕默德·查希尔沙的君主制政权，成立阿富汗共和国。1977年，达乌德取缔了旗帜派和人民派。同年年中，在苏联的撮合下，人民派和旗帜派重新统一。1978年4月，阿富汗人民民主党依靠一些青年军官發動军事政變，推翻达乌德汗政权，成立阿富汗民主共和国，人民派领导人塔拉基成为党和国家最高领导人。这一事件史称“四月革命”。
1979年9月，同为人民派领导人的哈菲佐拉·阿明与塔拉基发生火并，并将其杀死。阿明上台后，与苏联关系恶化。同年12月，苏联突然派遣军队进入阿富汗，推翻阿明政权，并将其处死，扶植旗帜派领导人卡尔迈勒上台。这一事件成为苏阿战争的开端。
1986年，由于卡尔迈勒政权对国内局势恶化应对不力，在苏联安排下，也属于旗帜派的穆罕默德·纳吉布拉取代卡尔迈勒成为阿富汗最高领导人。纳吉布拉上台后，推行“民族和解”政策，向国内保守势力妥协；同时，人民派和旗帜派仍然争斗不断。
1990年6月，受苏东剧变影响，该党改名为祖国党，并放弃马克思列宁主义和共产主义意识形态。
1992年4月28日，伊斯兰聖戰者攻克喀布爾，该党领导的政权彻底瓦解，该党也随之消亡。同年5月6日，新成立的阿富汗伊斯兰国政权宣布取缔该党。